# Energiewirtschaftsministerium der Republik Litauen

Litauisches Energiewirtschaftsministerium

Das Energiewirtschaftsministerium der Republik Litauen (lit. Lietuvos Respublikos energetikos ministerija) ist eines von 14 Ministerien der Regierung Litauens.
Es hat seinen Sitz in der litauischen Hauptstadt Vilnius. Das litauische Energieministerium ist für Politik der Energiewirtschaft Litauens zuständig.

## Minister
- 2009–2012: Arvydas Sekmokas (* 1951)
- 2012–2014: Jarosław Niewierowicz (* 1976)
- 26. August – 7. September 2014: Rimantas Sinkevičius (* 1952) (komm.)
- Vom 8. September 2014 bis 24. September 2014: Evaldas Gustas (komm.)
- Vom 25. September 2014 bis 12. Dezember 2016: Rokas Masiulis (* 1969)
- 13. Dezember 2016 – 11. Dezember 2020: Žygimantas Vaičiūnas
- Seit dem 11. Dezember 2020: Dainius Kreivys

## Vizeminister
- Aleksandras Spruogis
- Rokas Baliukovas
- Vidmantas Macevičius

## Staatssekretär
- Vidmantas Adomonis